# 博義王
伏見宮博義王（1897年12月8日 – 1938年10月19日）是伏見宮第25代当主伏見宮博恭王的長子。大日本帝國海軍職業軍官，最高曾擔任海軍大佐。

## 早年
博義王是日本海軍大將伏見宮博恭王和他的妻子博恭王妃經子（婚前稱德川經子）的長子及繼承人。他1920年畢業于海軍兵學校第45屆，在89名同學中排第一。他的同學包括後來成為大和號戰艦的最後一任艦長有賀幸作。

## 軍旅生涯
博義王開始在巡洋艦磐手號上當見習軍官。後來擔任戰艦扶桑號及河內號的中尉。在完成了艦砲及魚雷戰的修習后，他擔任金剛號，日向號，霧島號及比叡號的機組人員。經過魚雷戰的高級培訓后，他被任命為驅逐艦島風號、沼風號及巡洋艦出雲號、那珂號的主魚雷軍官。1928年12月10日, 他接到了第一個命令。隨後他擔任了驅逐艦蓬號、神風號及天霧號的指揮官。
1933年，博義王被升任為巡洋艦那珂號的指揮官，佈雷艦嚴島號亦跟隨那珂號。
1936年，博義王成為第三驅逐艦隊的指揮官，并參加了淞滬會戰。1937年9月25日，他在黃浦江上受到炮擊負輕傷。康復后，他擔任第六驅逐艦隊的指揮官，負責在揚子江上巡邏。
1938年4月，他受命回到日本，做了海軍大學校的教員。
1938年10月19日，患有慢性哮喘的博義王死於心肌梗死，據說是因為他的醫生對他進行了不適當的注射用藥。他的軍階死後被追贈為海軍大將海軍元帥。
伏見宮博義王熱愛高爾夫球，造訪台灣時曾在台南山上高爾夫球場及淡水高爾夫球場揮桿。

## 婚姻及家庭
1919年12月23日，博義親王與公爵一条実輝的三女兒一条朝子（1902年6月20日-1971年4月3日）結婚。他們育有四個子女：
1. 第一王女：光子女王（1929年7月28日-）
2. 第一王子：伏見宮博明王（1932年1月26日-）
3. 第二王女：令子女王（1933年2月14日–1937年10月25日）
4. 第三王女：章子女王（1934年2月11日-）

## 相關圖片

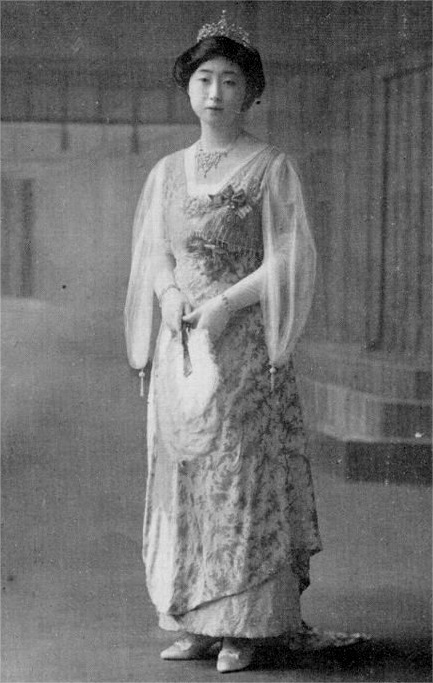
博義王妃朝子殿下 (伏見朝子)